# Pascual Chávez Villanueva
Pascual Chávez Villanueva (* 20. prosince 1947 v Real de Catorce, San Luis Potosí, Mexiko) je mexický salesiánský kněz a katolický teolog, od roku 2002 do roku 2014 byl hlavním představeným Salesiánů Dona Boska (SDB) a tudíž nejmladším přímým nástupcem zakladatele Jana Boska.
Chávez je salesiánem od roku 1964, na kněze byl vysvěcen o devět let později, tedy roku 1973. Po získání licenciátu z teologie na Papežském Biblickém institutu v Římě promoval z biblistiky na universitě Salamanca ve Španělsku. Další roky vyučoval v teologickém formačním domě mexických salesiánů v Guadalajaře. V roce 1996 byl povolán do hlavní rady salesiánů do Říma. 3. dubna 2002 byl generální kapitulou kongregace zvolen jako nástupce Juana Vecchi generálním představeným a 25. března 2008 byl v úřadu potvrzen na dalších šest let.

V roce 2006 navštívil Pascual Chávez Českou republiku. U této příležitosti proběhlo na pardubickém Salesiánském středisku setkání salesiánské mládeže.